# 黒川洋一
黒川 洋一（くろかわ よういち、1925年12月15日 - 2004年9月23日）は、日本の中国文学者。大阪大学名誉教授。

## 経歴
広島県出身。京都大学文学部中国文学科で、吉川幸次郎・小川環樹に師事。
四天王寺女子大学助教授、大阪大学教養部教授、1979年「杜甫の研究」で、京都大学より文学博士の学位を取得。89年定年退官、名誉教授、奈良女子大学教授。近世漢文学の研究論考もある。
2004年9月23日、肺炎のため死去。

## 著書
- 『杜甫　中国詩文選15』 筑摩書房、1973年 - 評伝と詩の紹介
- 『杜甫の研究』 創文社〈東洋学叢書〉、1977年 - 講談社「創文社オンデマンド叢書」（電子出版）で再刊
- 『杜詩とともに』 創文社、1982年 - 主に随想集、同上

### 訳注・解説
- 『杜甫』 岩波書店〈中国詩人選集9・10〉、1957-1959年、新装版1990年ほか
  - 『杜甫』 岩波書店〈新修中国詩人選集〉、1983年。新版全1巻
- 『杜詩』 岩波文庫（全8冊）、1963-1966年、復刊1989年、2005年。鈴木虎雄訳注（小川環樹解説）を改訂
- 『杜甫　鑑賞中国の古典17』 角川書店、1987年 - 詳細な訳注と解説（最終章は杜甫論集）
- 『菅茶山・六如』 岩波書店〈江戸詩人選集〉、1990年、復刊2001年
- 『杜甫詩選』 岩波文庫、1991年、ワイド版1994年
- 『李賀詩選』 岩波文庫、1993年
- 『杜甫　ビギナーズ・クラシックス中国の古典』 角川ソフィア文庫、2005年

上記角川版を元に、弟子・福島理子らが入門書向けに編んだ。電子書籍も刊

### 編著
- 『中国文学歳時記』全6巻・別巻1（年表ほか）、同朋舎、1989年。入谷仙介、山本和義、横山弘、深澤一幸と共編
- 新版『漢詩歳時記』全6巻、同朋舎、2000年。入谷仙介、山本和義、横山弘、深澤一幸と共編
- 吉川幸次郎『中国文学史』 岩波書店、1974年。学生時代に筆録した師の講義録